# 荒川化学工業
荒川化学工業株式会社（あらかわかがくこうぎょう、英: Arakawa Chemical Industries, Ltd.）は、松やにを蒸留・精製して作るロジンの化合物を中心とした製紙用薬品、合成樹脂類等の製造を行う化学メーカーである。みどり会の会員企業であり三和グループに属している。

## 沿革
- 1876年（明治9年）11月 - 大阪市東区伏見町に生薬商荒川政七商店創業。
- 1931年（昭和6年）1月 - 合資会社荒川商店に改組。
- 1943年（昭和18年）11月 - 荒川林産化学合資会社に改称。
- 1956年（昭和31年）9月 - 荒川林産化学株式会社に改組。
- 1967年（昭和42年）5月 - 台湾に天立化学工業股份有限公司（現・台湾荒川化学工業股份有限公司。連結子会社）を設立。
- 1977年（昭和52年）4月 - 商号を荒川化学工業株式会社に改称。
- 1995年（平成7年）
  - 6月 - 梧州荒川化学工業有限公司（既に広西梧州荒川化学工業有限公司と統合、清算）を設立。
  - 7月 - 荒川ケミカル（タイランド）社（連結子会社）を設立。
  - 10月 - 香港荒川ケミカル社（連結子会社）を設立。
- 1996年（平成8年）8月 - 中国に厦門荒川化学工業有限公司（連結子会社）を設立。
- 1998年（平成10年）11月 - ドイツに荒川ヨーロッパ社（連結子会社）を設立。
- 1999年（平成11年）11月 - 大阪証券取引所第二部上場。
- 2000年（平成12年）10月 - 東京証券取引所第二部上場。
- 2003年（平成15年）
  - 3月 - 東京・大阪両証券取引所第一部上場。
  - 6月 - 広西荒川化学工業有限公司（既に広西梧州荒川化学工業有限公司と統合、清算）を設立。
  - 10月 - 日本ペルノックス株式会社（現・ペルノックス株式会社。連結子会社）を買収。
- 2004年（平成16年）4月 - 南通荒川化学工業有限公司（連結子会社）を設立。
- 2008年（平成20年）12月 - 広西梧州荒川化学工業有限公司（連結子会社）を設立。
- 2011年（平成23年）2月 - 荒川化学合成（上海）有限公司（連結子会社）を設立。
- 2012年（平成24年）2月 - 台湾にポミラン・テクノロジー社（連結子会社）を設立。
- 2014年（平成26年）1月 - 台湾に日華荒川化学股份有限公司（連結子会社）を設立[4]。
- 2015年（平成27年）6月 - 山口精研工業株式会社（連結子会社）を買収[5]。

## 主な製品
- 製紙用薬品
  - サイズ剤
  - 紙力増強剤
  - 塗工紙用薬品
- 化成品
  - 印刷インキ用樹脂
  - 塗料用樹脂
  - 粘着・接着剤用樹脂
  - チューインガム基礎剤
  - 合成ゴム重合用乳化剤
  - 超淡色ロジン
  - 機能性コーティング剤
  - シリコーン樹脂
- 電子材料
  - 光硬化樹脂
  - 電子材料用配合製品
  - 精密部品洗浄剤および洗浄装置
  - 機能性ファインケミカル製品
  - 導電性材料
  - シリカハイブリッドポリイミドフィルム
  - はんだ関連製品
- その他 損害保険、不動産仲介等

## 拠点

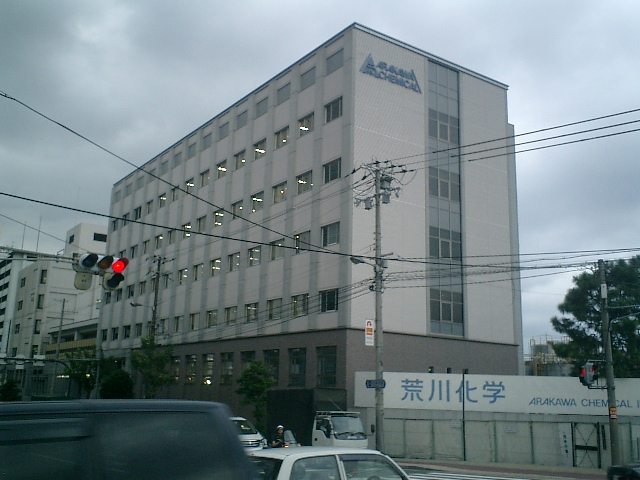
荒川化学工業研究所

### 支店・営業所
- 東京支店 - 東京都中央区
- 名古屋支店 - 愛知県春日井市
- 富士営業所 - 静岡県富士市
- 札幌営業所 - 北海道札幌市
- 九州営業所 - 大分県大分市

### 工場
- 大阪工場 - 大阪府大阪市鶴見区
- 富士工場 - 静岡県富士市
- 水島工場 - 岡山県倉敷市
- 小名浜工場 - 福島県いわき市
- 釧路工場 - 北海道釧路市
- 徳島工場 - 徳島県阿南市　※平成28年に閉鎖
- 鶴崎工場 - 大分県大分市

### 研究所
- 研究所 - 大阪府大阪市鶴見区
- 筑波研究所 - 茨城県つくば市

### 海外駐在員事務所
- 台北駐在員事務所 - 台湾台北市

## 主要関係会社
- ペルノックス株式会社 （神奈川県秦野市）： 電子材料事業
- 高圧化学工業株式会社 （大阪市大正区）： 電子材料事業
- 山口精研工業株式会社（名古屋市緑区）： 電子材料事業
- カクタマサービス株式会社 （大阪市中央区）： 損害保険、不動産仲介等
- 広西梧州荒川化学工業有限公司 （中国梧州市）： 製紙薬品事業・化成品事業
- 南通荒川化学工業有限公司 （中国南通市）： 製紙薬品事業・化成品事業
- 厦門荒川化学工業有限公司 （中国厦門市）： 化成品事業
- 荒川化学合成（上海）有限公司 （中国上海市）： 化成品事業・電子材料事業
- 香港荒川ケミカル社 （中国香港）： 化成品事業
- 台湾荒川化学工業股份有限公司 （台湾基隆市）： 製紙薬品事業・化成品事業
- ポミラン・テクノロジー社 （台湾新竹県）： 電子材料事業
- 日華荒川化学股份有限公司 （台湾台北市）： 電子材料事業・化成品事業
- 荒川ヨーロッパ社 （ドイツエシュボルン市）： 化成品事業
- 荒川ケミカル （タイランド） 社 （タイラヨーン県）： 化成品事業
- 荒川ケミカル （米国） 社 （米国シカゴ市）： 化成品事業

## マツタロウ
マツタロウは2006年から登場したマツの木を擬人化したCMキャラクター。創業130年を期に、日常生活とロジンのかかわりを紹介する役目をマスコットキャラクターに任せるべく、創作した。2006年には阪急電鉄の車内広告にも登場している。2007年1月から関西テレビ放送でスポットCMを放送、紙に添加するサイズ剤やガムテープの粘着剤でロジンが使われていることを紹介している。2016年には、女の子バージョンのロジーナが登場した。